# Gazax-et-Baccarisse
Gazax-et-Baccarisse (gaskognisch: Gasatz e Vacarissa) ist eine französische Gemeinde mit 69 Einwohnern (Stand: 1. Januar 2022) im Département Gers in der Region Okzitanien. Sie gehört zum Arrondissement Auch und zum Gemeindeverband Artagnan de Fezensac. Die Einwohner nennen sich Gazacais.

## Geografie
Die Gemeinde Gazax-et-Baccarisse liegt in der Landschaft Armagnac an den Quellen der Flüsse Ribérette und Douze, etwa 40 Kilometer westlich von Auch und 43 Kilometer nördlich von Tarbes. Die 9,45 km² große Gemeinde besteht aus mehreren kleinen Dörfern, Weilern und Einzelhöfen. Der Ortsteil Gazax mit der Mairie und der Kirche liegt relativ zentral. Weitere Dörfer in der Gemeinde sind Tolou, Tulipe, La Croix de Rivière, Banon, Castère, Guillanne, Sarton, Rosemont, Lamoulère, Louiset, La Bordeneuve, Capcru und Saint-Mesplin. Dazu kommen die Weiler Herré, Le Campané, Simounot, Coujot und Ricau im Ortsteil Baccarisse, der von 1790 bis 1794 eine eigenständige Gemeinde bildete. Das Gelände im Gemeindegebiet ist durch sanfte Hügel und aus einem Wechsel von Äckern, Wiesen und kleinen Wäldern geprägt. Rund um den Weiler Capcru wird Wein angebaut. Im Gemeindegebiet befinden sich mehrere kleine Stauseen, die dem Hochwasserschutz und der Bewässerung der Felder dienen. Begrenzt wird Gazax-et-Baccarisse von den Nachbargemeinden Peyrusse-Grande im Nordosten, Bassoues im Osten, Armous-et-Cau im Süden, Louslitges im Westen sowie Peyrusse-Vieille im Nordwesten.

## Bevölkerungsentwicklung
| Jahr      | 1962 | 1968 | 1975 | 1982 | 1990 | 1999 | 2006 | 2014 | 2021 |
| --------- | ---- | ---- | ---- | ---- | ---- | ---- | ---- | ---- | ---- |
| Einwohner | 123  | 119  | 115  | 129  | 106  | 99   | 99   | 83   | 70   |

Im Jahr 1846 wurde mit 351 Bewohnern die bisher höchste Einwohnerzahl ermittelt. Die Zahlen basieren auf den Daten von cassini.ehess und INSEE.

## Sehenswürdigkeiten
- Kirche Saint-Martin in Gazax aus dem 12. Jahrhundert
- ehemalige Wehrkirche mit eigenartigem Kirchturm mit sechs Ebenen und mit Wandmalereien aus dem 15. Jahrhundert in Baccarisse, Monument historique[3]
- Château de Riberette
- Wasserturm im Weiler Coujot
- Flurkreuz

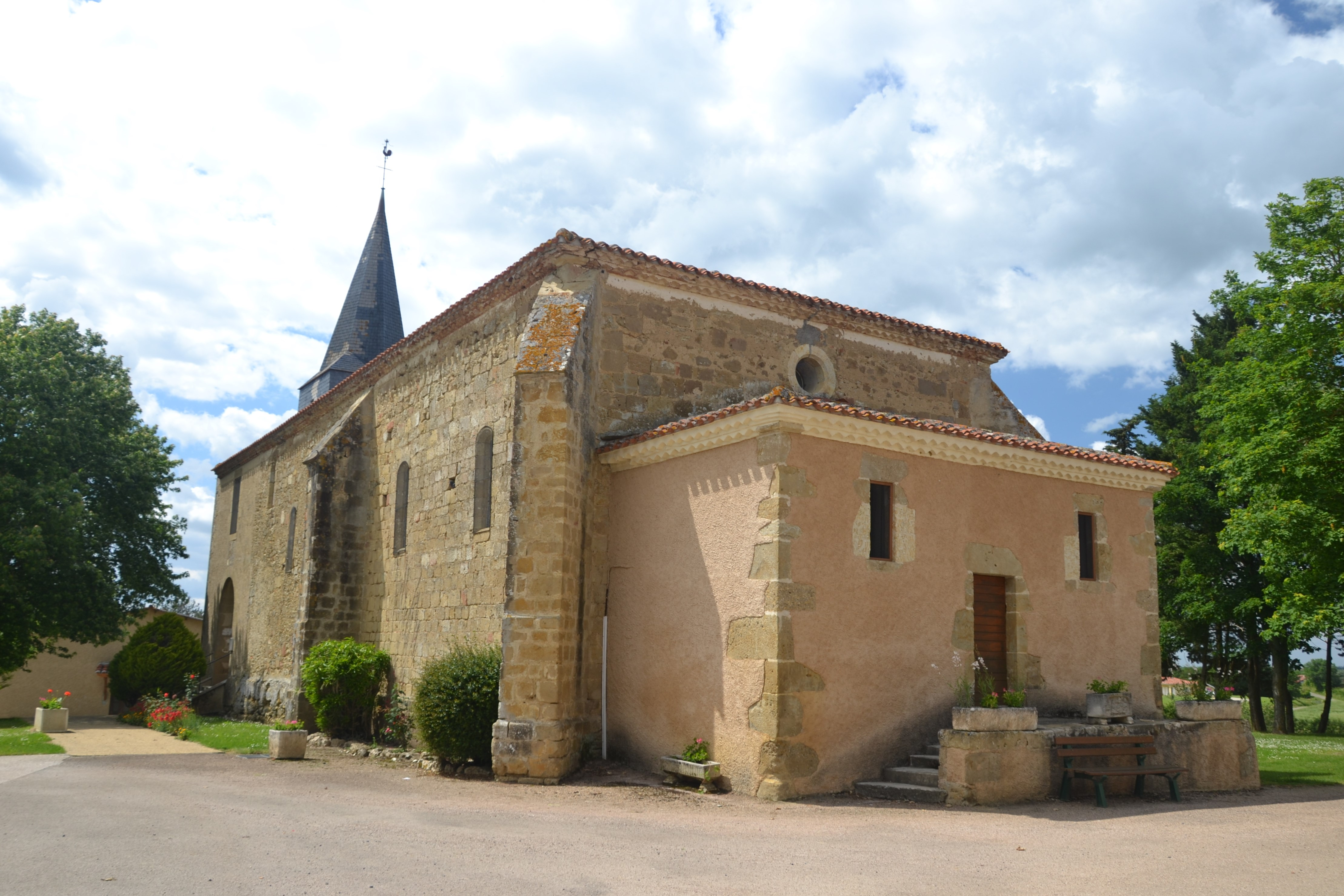
Kirche Saint-Martin
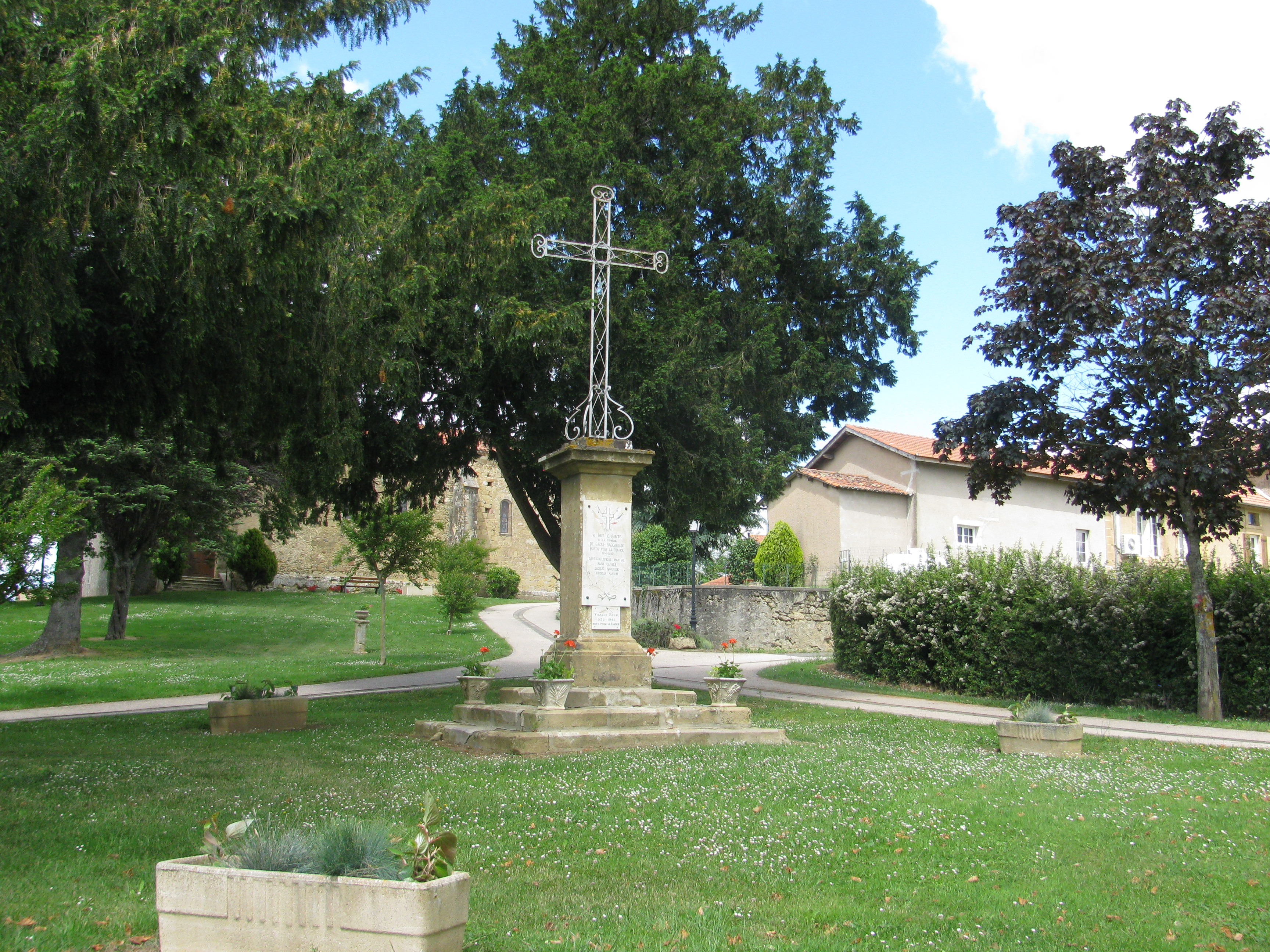
Flurkreuz

## Wirtschaft und Infrastruktur
In Gazax-et-Baccarisse sind 19 Landwirtschaftsbetriebe ansässig (Getreideanbau, ein Winzerbetrieb, Rinderzucht).
Die Reben in Gazac-et-Baccarisse sind Teil des Weinbaugebietes Côtes de Saint-Mont im Süden der Weinbauregion Sud-Ouest. Die Weinreben verfügen über den Status einer Vin Délimité de Qualité Supérieure, zu der Rebflächen in 48 Gemeinden zugelassen sind.
Gazax-et-Baccarisse liegt abseits der überregional wichtigen Verkehrsströme. Mehrere Landstraßen verbinden Gazax-et-Baccarisse mit den Nachbargemeinden. In der 45 Kilometer nordwestlich gelegenen Stadt Aire-sur-l’Adour besteht ein Anschluss an die Autoroute A65. Der Bahnhof in der 40 Kilometer entfernten Stadt Auch bietet Verbindungen nach Toulouse, Eauze, Vic-en-Bigorre und Bon-Encontre.

## Belege
1. ↑  Gazax-et-Baccarisse auf cassini.ehess
2. ↑  Gazax-et-Baccarusse auf insee.fr
3. ↑  Eintrag in der Base Mérimée des Kulturministeriums. Abgerufen am 3. Juli 2019 (französisch).
4. ↑  Landwirtschaftsbetriebe auf annuaire-mairie.fr